# 4e division de montagne (Allemagne)
Pour les articles homonymes, voir 4e division.
La  4e division de montagne (en allemand : 4. Gebirgs-Division) est une des divisions d'infanterie de montagne de l'armée allemande (Wehrmacht) durant la Seconde Guerre mondiale.

## Création et différentes dénominations
La 4. Gebirgs-Division est formée en 1940 dans le Wehrkreis IV et est renforcée par les éléments de la 25. Infanterie-Division et de la 27. Infanterie-Division.
Après avoir fini sa formation, elle combat pendant l'invasion de la Yougoslavie et la bataille de Grèce avant de prendre part à l'invasion de l'Union Soviétique. Elle combat sur le Front de l'Est pendant le reste de la guerre, étant forcée de retraiter à travers la Hongrie en fin  de l'année 1944, combattant en Tchécoslovaquie avant la fin des combats en Autriche où elle se rend le 9 mai 1945

## Organisation

### Commandants
| Date                               | Grade                      | Commandant        |
| ---------------------------------- | -------------------------- | ----------------- |
| 25 octobre 1940 - 21 octobre 1942  | General der Gebirgstruppen | Karl Eglseer      |
| 21 octobre 1942 - 11 août 1943     | Generalleutnant            | Hermann Kreß      |
| 13 août 1943 - 7 juin 1944         | Generalleutnant            | Julius Braun (de) |
| 7 juin 1944 - 1er juillet 1944     | Generalleutnant            | Karl Jank         |
| 1er juillet 1944 - 23 février 1945 | Generalleutnant            | Friedrich Breith  |
| 23 février 1945 - 6 avril 1945     | Generalmajor               | Robert Bader      |
| 6 avril 1945 - 8 mai 1945          | Generalleutnant            | Friedrich Breith  |

### Officiers d'opérations (Ia)
| Date                            | Grade          | Commandant         |
| ------------------------------- | -------------- | ------------------ |
| 25 octobre 1940 - 1er mars 1942 | Oberstleutnant | Otto Schaefer      |
| 1er mars 1942 - 10 mai 1942     | Major          | Helmut Schuon      |
| 10 mai 1942 - 20 avril 1943     | Oberstleutnant | Otto Schaefer      |
| 21 avril 1943 - 30 mai 1944     | Major          | Dr. Eduard Kreuzer |
| 30 mai 1944 - 25 août 1944      | Oberstleutnant | Hans Hessel        |
| 25 août 1944 - 1er février 1945 | Major          | Johann Brandner    |
| 1er février 1945 - Mai 1945     | Major          | Albrecht Gombart   |

## Théâtres d'opérations
- 6 avril au 28 mai 1941 : Bataille de Grèce
- Juillet 1942 : Opération Edelweiss

## Ordre de bataille
- Gebirgsjäger-Regiment 13
- Gebirgsjäger-Regiment 91
- Gebirgs-Artillerie-Regiment 94
- Panzerjäger-Kompanie 94
- Gebirgs-Pionier-Bataillon 94
- Aufklärungsabteilung 94
- Nachrichten-Abteilung 94
- Gebirgsjäger-Bataillon 94
- Divisions-Einheiten 94